# Distrito electoral de Hoskins (condado de Wayne, Nebraska)
Hoskins (en inglés: Hoskins Precinct) es un distrito electoral ubicado en el condado de Wayne en el estado estadounidense de Nebraska. En el Censo de 2010 tenía una población de 699 habitantes y una densidad poblacional de 7,52 personas por km².

## Geografía
Hoskins se encuentra ubicado en las coordenadas 42°8′5″N 97°18′27″O / 42.13472, -97.30750. Según la Oficina del Censo de los Estados Unidos, Hoskins tiene una superficie total de 92.99 km², de la cual 92.87 km² corresponden a tierra firme y (0.12%) 0.11 km² es agua.

## Demografía
Según el censo de 2010, había 699 personas residiendo en Hoskins. La densidad de población era de 7,52 hab./km². De los 699 habitantes, Hoskins estaba compuesto por el 98.57% blancos, el 0.29% eran afroamericanos, el 0.14% eran amerindios, el 0.14% eran asiáticos, el 0% eran isleños del Pacífico, el 0.43% eran de otras razas y el 0.43% pertenecían a dos o más razas. Del total de la población el 2.15% eran hispanos o latinos de cualquier raza.